# Oneirodes luetkeni
Oneirodes luetkeni är en fiskart som först beskrevs av Regan 1925.  Oneirodes luetkeni ingår i släktet Oneirodes och familjen Oneirodidae. IUCN kategoriserar arten globalt som otillräckligt studerad. Inga underarter finns listade i Catalogue of Life.